# 沃茲沃思 (紐約州)
沃茲沃思（英語：Wadsworth）是位於美國紐約州利文斯頓縣的普查規定居民點。

## 人口
根據2020年美國人口普查的數據，沃茲沃思的面積為1.33平方千米，皆為陸地。當地共有人口173人，而人口密度為每平方千米130.08人。